# Deme László (nyelvész)
Deme László (írói álneve: Kurdi Péter) (Pécel, 1921. november 14. – Budapest, 2011. június 6.) magyar nyelvész, tanár. A nyelvtudományok kandidátusa (1956), a nyelvtudományok doktora (1970), eszperantista.

## Életpályája
Deme László és Hefty Mária gyermekeként született. Tanulmányait a Pázmány Péter Tudományegyetemen végezte az Eötvös József Collegium tagjaként 1939 és 1943 között. 1942–1944 között az egyetemen gyakornok volt. 1944–1947 között tanársegédként, 1947–1949 között adjunktusként dolgozott.
1946–1950 között a Magyar Tudományos Akadémia Nyelvművelő (majd Anyanyelvi) Bizottságának tagja volt. 1948–1949 között, illetve 1966-tól a Magyar Nyelvtudományi Társaság választmányi tagja volt. 1949-től a Helyesírási Bizottság tagja volt. 1949–1958 között a Magyar Tudományos Akadémia Nyelvtudományi Intézetének tudományos munkatársa, 1958–1970 között tudományos főmunkatársa volt. 1953–1989 között a Tudományos Ismeretterjesztő Társulat irodalmi-nyelvi (majd magyar nyelvi) választmányának vezetőségi tagja volt. 1964-től a Magyar Tudományos Akadémia Nyelvtudományi Bizottságának, 1967-től pedig a Magyar Nyelvi Bizottság tagja, 1975–1985 között pedig elnöke volt.
1964–1969 között a pozsonyi Comenius Egyetemen oktatott vendégprofesszorként. 1967–1987 között a Tudományos Ismeretterjesztő Társulat Országos Elnökségének tagja, 1986-tól pedig tiszteletbeli tagja volt. 1970–1981 között a József Attila Tudományegyetem tanszékvezető egyetemi tanára volt. 1973-tól a Finnugor Társaság (Helsinki) levelező tagja volt. 1976-tól a rádió nyelvi bizottságának társelnöke volt; országos ismertségre tett szert a Péchy Blanka színművésznővel közöse vezetett, Beszélni nehéz c. rádiósorozat és a műsorok nyomán kibontakozó iskolai anyanyelvápoló mozgalom révén. 1976-tól az Atlas Linguarum Europae magyar nemzeti bizottságának tagja volt. 1976–1979 között a Tudományos Minősítő Bizottság nyelvészeti szakbizottságának tagja volt. 1977-től a Magyarországi Eszperantó Szövetség tiszteletbeli elnöke, 1980–1990 között a Hazafias Népfront Olvasó Népért Munkabizottságának tagja, 1981-1989 között a beszéd- és magatartáskultúra bizottságának tagja, 1983-tól a Magyar Pedagógiai Társaság országos elnökségének tagja, 1985–1989 között a Hazafias Népfront Országos Tanácsának tagja volt. 1977–1990 között a nemzetközi szerkesztőbizottság tagja volt. 1980–1990 között a nemzetközi értékelő bizottság tagja volt. 1989-től az Anyanyelvápolók Szövetségének társelnöke volt. 1994–1997 között közgyűlési képviselőként is dolgozott.

## Családja
1943-ban feleségül vette Schier Évát; 1943-ban Éva nevű gyermeke született. 1946–1952 között felesége Bartos Zsuzsanna volt; László (1947) és Péter (1950) nevű gyerekei ekkor születtek. 1952-től 2001-ig Kutasi Margit volt a felesége.

## Művei
- A hangátvetés a magyarban (1943)
- A magyar nyelvjárások néhány kérdése (1953)
- Nyelvatlaszunk funkciója és további problémái (1956)
- Helyesírási rendszerünk logikája (1965)
- Helyesírási tanácsadó szótár (társszerkesztő, 1961)
- A nyelvről – felnőtteknek (1966)
- A magyar nyelvjárások atlasza I–VI. (társszerkesztő, 1968–1977)
- Az általános nyelvészet alapjai (1969)
- A beszéd és a nyelv (1976)
- Közéletiség – beszédmód – nyelvi műveltség (1978)
- Nyelvi és nyelvhasználati gondjainkról (1979)
- Helyesírási kéziszótár (társszerkesztő, 1988)
- Nyelveink jövője és jövőnk nyelve; Magyar Eszperantó Szövetség; MÉSZ–MÉMMI Agrinprop Iroda, Bp.–Gödöllő, 1990
- Nyelvünkről, használatáról, használóiról. Tanulmányok; JGYTF, Szeged, 1994
- A nyelvi érintkezésformák problémái a rádiózásban; Magyar Rádió Részvénytársaság Oktatási osztálya, Bp., 1997
- Nyelvi illemtan; szerk. Deme László, Grétsy László, Wacha Imre; Szemimpex, Bp., 1999
- Magyar helyesírási szótár (társszerkesztő, 1999)

## Díjai, elismerései
- Szinnyei-emlékérem (1943)
- Szily-jutalom (1947)
- Akadémiai jutalom (1953, 1955)
- Akadémiai Díj (1964)
- Révai-emlékérem (1969)
- Ifjúsági Díj (1982)
- Déry Tibor-díj (1986)
- SZOT-díj (1987)
- Bölöni-jutalom (1988)
- Implom József-díj (2006)
- Kazinczy-díj (2011)